# Древний лес

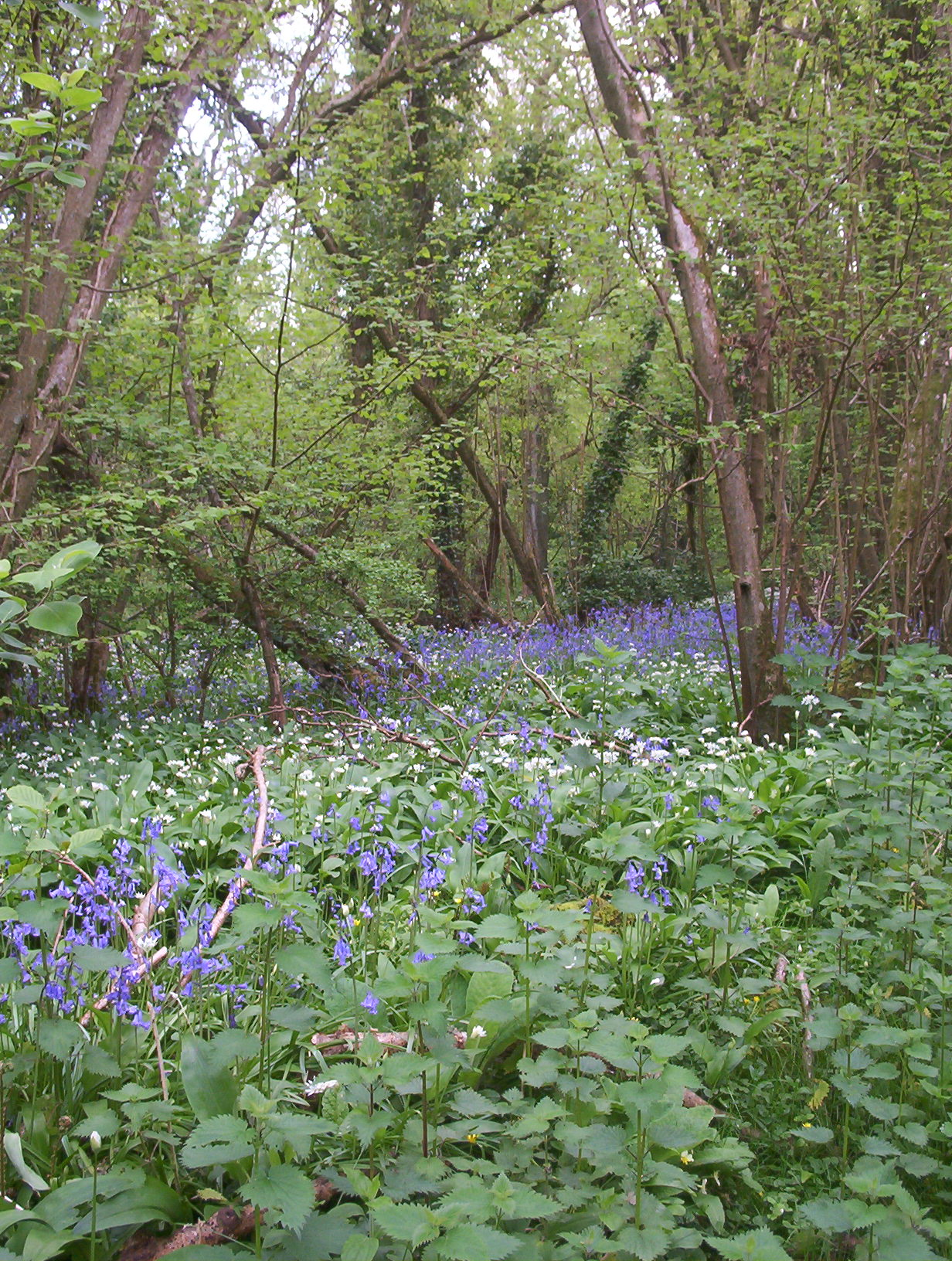
Древний лес в Брэдинг (остров Уайт, Юго-Восточная Англия).

В Великобритании древним лесом (англ. ancient woodland) называется редколесье, непрерывно существующее по меньшей мере с 1600 г. (в Англии и Уэльсе) или 1750 г. (в Шотландии). До этого времени высаживание новых лесов не было распространено, так что лес, существовавший до 1600 г., скорее всего развился естественным путём.
Для многих видов растений и животных участки древнего леса представляют единственную среду обитания, в то время как для многих других условия в этих лесах оказываются гораздо более подходящими, чем в других. Древние леса Великобритании, подобно дождевым лесам тропиков, являются домом для редких и находящихся под угрозой вымирания видов. Как следствие, древние леса называют «невосполнимым ресурсом» или «критическим природным капиталом».
С формальной точки зрения, «древние леса» определены картами Natural England и иных подобных организаций. Для картирования древних лесов в разное время использовались разные подходы; как следствие, качество и доступность данных неодинакова для различных регионов, хотя предпринимаются и попытки стандартизации. Многие древние леса защищены различными законами, однако не всякий такой лес оказывается под защитой автоматически. Некоторые древние леса могут иметь особый статус на уровне страны (как, например, участок особого научного значения) или региона, но это также не является обязательным.

## Управление
Большинство древних лесов Великобритании так или иначе управлялось человеком на протяжении сотен (в некоторых случаях возможно тысяч) лет. Традиционно это делалось с помощью частичного срубания деревьев, что позволяло спровоцировать их рост и давало доступ к возобновляемому источнику древесины. Однако в 20 веке использование традиционных методов стало сокращаться, а использование техники для крупномасштабной добычи дерева увеличилось. Так как в настоящее время частичное срубание редко практикуется, в современных древних лесах можно встретить заросшие пни деревьев. Изменения в управлении привели к изменениям среды обитания древних лесов и к их утере из-за добычи дерева.